# Georges Rech
Georges Rech est un styliste français, actif à partir des années 1960.

## Historique
Il ouvre sa maison en 1962. Son idée est de créer le prêt-à-porter de luxe.[réf. nécessaire]
En 1973, Georges Rech développe la marque Synonyme. C’est une ligne de vêtements composés de petites pièces coordonnées et complémentaires à la collection. En 1983, il crée donc une troisième ligne, Unanyme, regroupant d’autres pièces, des accessoires et surtout une gamme homme.[réf. nécessaire]
En 1986, Georges Rech est sollicité par le directeur général d'Air France pour créer les nouveaux uniformes pour le personnel au sol, emblème international de l’élégance française[source insuffisante].
Pour l'hiver 2016, la marque Georges Rech sollicite Christine Phung à revisiter les classiques de la maison, à travers une collection capsule. .Fluide et colorée, la collection oscille entre élégance stricte et sportswear de luxe[réf. souhaitée]

## Propriétaires. Après 1990
En 1990, Georges Rech se retire et vend l’ensemble de son affaire au groupe anglais Courtaulds. Le PDG de la marque Georges Rech à l’époque, Jean Jacques Wegnes, rapporte que l’idée était de trouver un nouvel axe de développement pour Courtaulds Textile. En 1997 Courtaulds est racheté par le conglomérat américain Sara Lee Corporation.
En 2004, Georges Rech Japon est racheté par la société de gestion japonaise Itokin.
En 2005, le groupe de prêt-à-porter Apostrophe, fondé en 1968 et dirigé par Patrick Hazan, prend le contrôle de la marque Georges Rech.
Le siège est aujourd'hui situé  au 21 rue de Berri à Paris et le bâtiment a été construit en forme de H pour le journal Herald Tribune.[réf. nécessaire]